# Nitschia quadritestis
Nitschia quadritestis är en plattmaskart. Nitschia quadritestis ingår i släktet Nitschia och familjen Capsalidae. Inga underarter finns listade i Catalogue of Life.